# Avenue Victoria (Saint-Lambert)

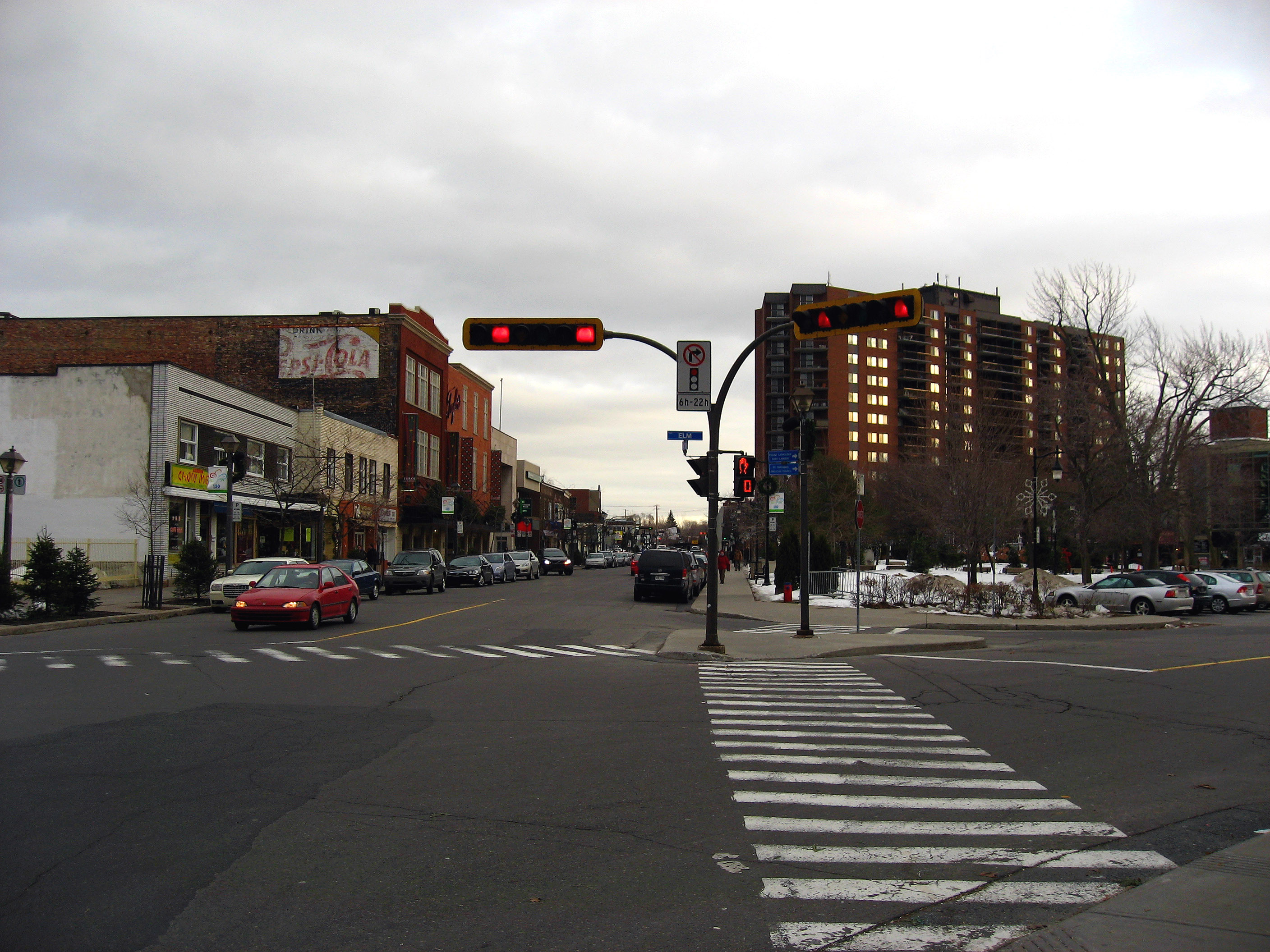
Intersection de l'avenue Victoria et de la rue Green à Saint-Lambert

Pour l’article homonyme, voir Avenue Victoria.
L'Avenue Victoria est la principale artère de Saint-Lambert sur la Rive-Sud de Montréal.

## Situation et accès
L'avenue Victoria débute comme continuité du boulevard Lapinière aux limites de Brossard comme boulevard à deux ou trois voies par direction jusqu'au boulevard Simard. Elle se poursuit en direction nord avec une largeur moindre jusqu'au boulevard Sir-Wilfrid-Laurier (en chevauchement avec la route 112), tout en longeant les limites ouest de Greenfield Park et de Le Moyne.
L'artère, bordée d'arbres, se poursuit en rétrécissant de largeur encore une fois jusqu'au viaduc du Canadien National, où est située la gare Saint-Lambert de Via Rail Canada et de train de banlieue exo. Au nord de la voie ferrée, l'avenue Victoria entre dans le "village" de Saint-Lambert, le vieux Saint-Lambert, et se termine plus au nord sur la rue Riverside en bordure de l'autoroute 20 et de la route 132.

## Origine du nom
Elle fut nommée en l'honneur de la reine britannique Victoria (1819-1901).

## Historique
La voie qui était anciennement appelée « Chemin de la Pinière » avant de prendre sa dénomination actuelle, est désormais reconnue comme un noyau patrimonial urbain majeur par la Communauté métropolitaine de Montréal.